# Agave schneideriana
Agave schneideriana är en sparrisväxtart som beskrevs av Alwin Berger. Agave schneideriana ingår i släktet Agave och familjen sparrisväxter. Inga underarter finns listade i Catalogue of Life.